# Polyrhachis striata
Polyrhachis striata é uma espécie de formiga do gênero Polyrhachis, pertencente à subfamília Formicinae.